# ニュータイプ ただ、愛のために
『ニュータイプ ただ、愛のために』（にゅーたいぷ ただあいのために）は、2008年公開の日本映画。

## 概要
BS-iで放送されていた恋愛ドラマシリーズ『恋する日曜日』の映画版第4作で、テレビシリーズ第4作『恋する日曜日 ニュータイプ』と同じ超能力ものである。本作の主人公は、『恋する日曜日 ニュータイプ』で大政絢が演じた準レギュラー人物の津木野ユリとは役名のみ同じだが、超能力者という以外は全く関係がない別人で超能力の内容も違う。『恋する日曜日 ニュータイプ』とは設定も無関係で作風も異なり『恋する日曜日 ニュータイプ』と違ってギャグがなく、全面的にシリアスである。

## ストーリー
対岸の島に渡るフェリーの乗船券を売る少女、ユリは左目が不自由だった。彼女の前に現れた男クォンは券を求め、すでに売り切れときいて足を引きずりながら去るが、その夜ユリの家に現れ無理やりに世話を求める。警察を呼ぼうと受話器をとる彼女の前で、それは火花を噴き飛び散った。クォンは超常能力者・ニュータイプだったのだ。それを見たユリが態度を軟化させたのは、彼女もまたニュータイプだったからだった。
ユリの能力は、時間を遡行してある人物の過去を変える力だ。その力を一度使って幼馴染みの和博を死から救った彼女は、代償として左目を失っていた。その力を封印したユリだったが、クォンへのシンパシーが愛に変わるのをいつしか感じ始めていた。クォンの女友達ミキとの合流を経て、ユリはクォンの無事の渡航に協力しようとしていた。だがミキは謎の男たちに抹殺され、クォンもまた変装した男の刃のもとに倒された。慟哭するユリは、クォンのためにもう一度能力を使うことを決意する。

## キャスト
- 津木野ユリ：大政絢
- 秋山和博：佐野和真
- 妹尾ミキ：山田キヌヲ
- クォン：竹財輝之助

## スタッフ
- 監督 - 廣木隆一
- プロデューサー - 丹羽多聞アンドリウ
- 脚本 - 加藤淳也
- 共同プロデューサー - 仲尾雅至、長生啓
- 音楽 - 遠藤浩二
- ライン・プロデューサー - 鈴木浩介
- 撮影 - 鍋島淳裕
- 照明 - 三重野聖一郎
- 録音 - 深田晃
- 美術 - 藤原慎二
- 編集 - 木村悦子
- 主題歌 - 『片翼の神』（南沢奈央）